# Torlak
El Torlak (tɔ̌rlaːk) es un grupo de dialectos eslavos meridionales hablados por los shopis entre el Serbia del Sur, norte de Macedonia del Norte (dialectos de Kumanovo, Kratovo y Kriva Palanka), oeste de  Bulgaria (Belogradchik–Godech–Tran-Breznik), siendo de transición entre los idiomas serbocroata, búlgaro y macedonio.
Según la lista de lenguas en peligro de la  UNESCO, los dialectos torlak están clasificados como lengua vulnerable.Algunos lingüistas los clasifican como un cuarto dialecto serbocroata junto con los dialectos shtokaviano, chakaviano y kajkaviano. Otros los  clasifican como dialectos búlgaros occidentales de transición.  Los dialectos torlak no están estandarizados y varían en varios rasgos.
Sus hablantes sobre todo son étnicamente serbios, búlgaros y eslavo-macedonios. Pero hay también pequeñas comunidades de croatas (los Krashovani) en Rumanía, eslavos musulmanes (los Gorani y Bosniacos) y serbios en el sur y oriente de Kosovo.